# Luisa Katharina Davids
Luisa Katharina Davids (* 1981 in Heidelberg) ist eine deutsche Schauspielerin.

## Leben
Davids studierte in Berlin Schauspiel. Nach dem Studium und einigen kleineren Filmprojekten ging sie 2007 nach Österreich und begann ihre Karriere im Ensemble am  Wiener  Volkstheater, dem sie bis 2010 angehörte. 2009 wurde Davids für den Karl-Skraup-Preis für die beste schauspielerische Nachwuchsleistung nominiert. Im Sommer desselben Jahres spielte sie in Wer hat Angst vorm schwarzen Mann? ihre erste Hauptrolle in einem  Fernsehfilm. Ebenfalls eine Hauptrolle spielte sie im Film "Beinahe" des Regisseurs Uwe Greiner, der eine Reihe von Auszeichnungen erhielt, u. a. den Kurzfilmpreis der Friedrich-Wilhelm-Murnau-Stiftung.
Luisa Katharina Davids lebt in Hamburg.

## Filmografie
- 2007: Wie man sich umbringt ohne zu sterben Regie: (Christoph Silber)
- 2009:  Wer hat Angst vorm schwarzen Mann? (Regie: Christine Hartmann)
- 2010: Beinahe (Regie: Uwe Greiner)
- 2011:  Küstenwache (Regie: Zbynek Cerven)
- 2012: (kurze Rolle als Fanni) in Anna und die Liebe
- 2013: Als meine Frau mein Chef wurde … (Regie: Matthias Steurer)

## Theater
- 2007: Françoise Sagan „Lieben Sie Brahms?“ (Euro-Studio Landgraf, Regie: Bettina Fless)
- 2007: Johann Nestroy „Einen Jux will er sich machen“ (Volkstheater Wien, Regie: Michael Schottenberg) als Minna
- 2008: Friedrich Dürrenmatt „Der Besuch der alten Dame“ (Volkstheater Wien, Regie: Alexander Kubelka)
- 2008: Johann Wolfgang von Goethe „Clavigo“ (Volkstheater Wien, Regie: Stephan Müller) als Marie von Beaumarchais
- 2009: Anton Tschechow „Drei Schwestern“ (Volkstheater Wien, Regie: Thomas Schulte-Michels) als Irina
- 2009: Julya Rabinowich „Fluchtarien“ (Volkstheater Wien, Regie: Veronika Barnas)
- 2009: Henrik Ibsen „Peer Gynt“ (Volkstheater Wien, Regie: Michael Sturminger) als Ingrid
- 2009: Johann Strauß „Die Fledermaus“ (Volkstheater Wien, Regie: Michael Schottenberg) als Ida Herzl